# 巴拉加 (密歇根州)
巴拉加（英語：Baraga）是位於美國密歇根州巴拉加縣的一個村。

## 人口
根據2020年美國人口普查的數據，巴拉加的面積為5.63平方千米，當中陸地面積為5.51平方千米，而水域面積為0.12平方千米。當地共有人口1883人，而人口密度為每平方千米334人。